# Río Los Esclavos
El río Los Esclavos es un río de Guatemala que desemboca en el océano Pacífico en el canal de Chiquimulilla. En su recorrido atraviesa el departamento de Santa Rosa de norte a sur.

## Descripción
El río Los Esclavos nace con el nombre de río Grande en la jurisdicción de Mataquescuintla. En todo su curso recibe multitud de afluentes, entre los que destacan los ríos San Antonio, San Juan, Los Achiotes, Pínula, Las Cañas, El Molino, El Utapa, El Amapa, El Panal, Frío, Margaritas y Paso Caballos en Ayarza. El río pasa a cuatro kilómetros, de la cabecera departamental, Cuilapa, lugar donde se encuentra construido el puente colonial que le da su nombre. El nombre del puente y del río se originaron de la conquista de Guatemala por parte de Pedro de Alvarado y sus guerras con los Xincas, ya que el conquistador los tomó como esclavos para la reducción militar de Cuscatlán -en la moderna República de El Salvador. Estos indígenas serían los primeros esclavos formalmente asignados por los conquistadores españoles como tales.
Algunos metros más al sur del puente colonial, se levanta el moderno puente de un solo arco, siendo el mismo parte de la carretera Panamericana; bautizado con el nombre de «Baltasar de Orena». 
Hacia el sur del puente se precipita el río entre rocas, formando una cascada de veinticinco metros de altura.   En su recorrido se han habilitado balnearios; entre los municipios de Cuilapa y Chiquimulilla se encuentran turicentros que ofrecen la opción del turismo termal propio para el relajamiento y la hidroterapia.
Recorre un terreno muy accidentado, durante las crecidas fertiliza grandes extensiones de terreno, y desemboca en las playas de El Chapetón, cuyos canales se llenan con el agua que entra por el delta de este río
Actualmente se está aprovechando la fuerza de sus aguas para producir energía eléctrica por medio de la «Hidroeléctrica Los Esclavos», a través del Instituto Nacional de Electrificación (INDE).

## Historia del Puente
| Existe una leyenda curiosa acerca del puente: se dice que era virtualmente imposible finalizar el puente en la fecha estipulada para el efecto debido a los constantes retrasos en su construcción. Sin embargo uno de los encargados de la construcción habría invocado al demonio para darle su alma a cambio de ver terminado el puente al siguiente día. Al otro día el puente estaba finalizado, pero el personaje se arrepintió del trato; entonces, se le apareció el demonio y le reclam. Tras una corta lucha, el demonio lanzó una patada que esquivó el personaje pero le dio al puente, arrancando un trozo del mismo. Desde ese entonces, se dice que no importa qué hagan para arreglar ese trozo carretero, siempre se cae.[cita requerida] |

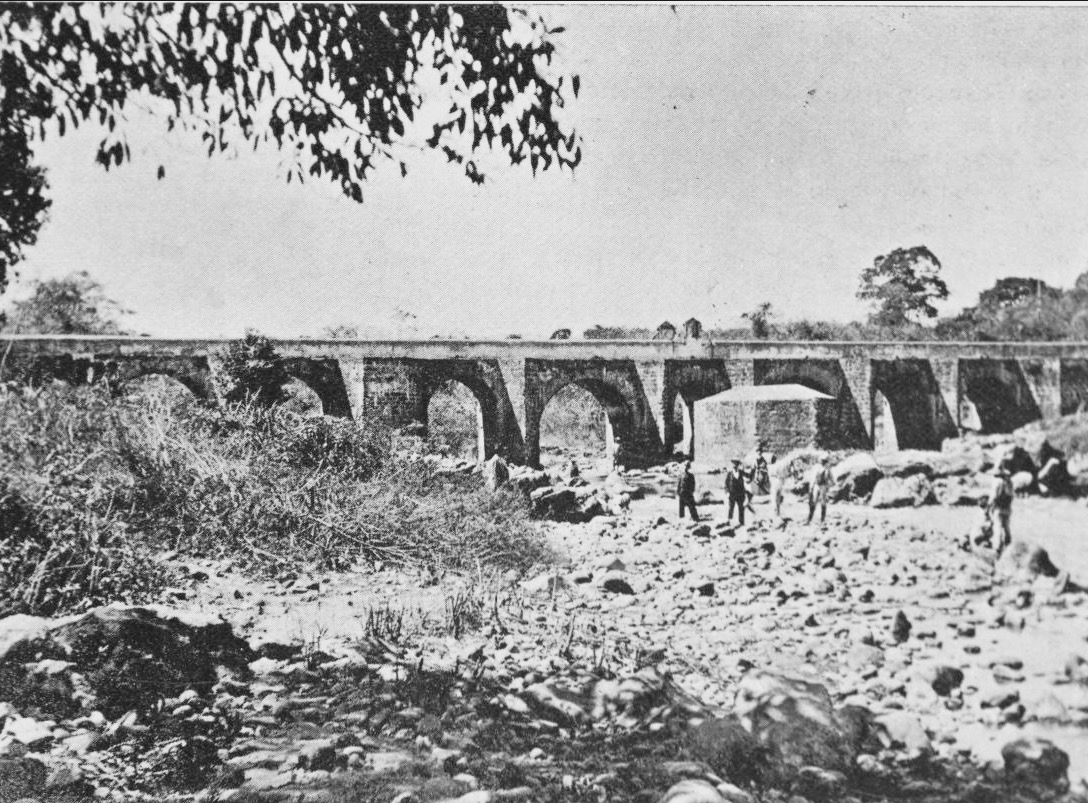
Puente sobre el río Los Esclavos en 1897. Fotografía de Alberto G. Valdeavellano.

Sobre este río se construyó en tiempos de la colonia española el puente de «Los Esclavos», por iniciativa del procurador síndico de la Municipalidad del Valle, Baltazar de Orena y del gobernador Pedro Mayén de la Rueda, quienes propusieron la construcción en 1579. El puente se terminó de construir en 1592 bajo la dirección de los arquitectos Francisco Tirado y Diego Felipe. Años después, el líder y poeta criollo Francisco Antonio de Fuentes y Guzmán estuvo a cargo de unas reparaciones que fue necesario hacerle al puente.
El puente fue construido para poder transportar las mercaderías desde el puerto de Acajutla hasta la ciudad de Santiago de los Caballeros de Guatemala sin tener que preocuparse por las constantes crecidas del río; tiene 128 varas de largo, 18 de ancho y un pasamos de cal y canto. Está fabricado sobre once arcos que, con casi quinientos años de existencia, aún se muestran sólidos y permanecen en pie a pesar de los continuos embates del río y de los terremotos y de otros desastres naturales que han acontecido en Guatemala.

## Galería de imágenes
- Wikimedia Commons alberga una categoría multimedia sobre Río Los Esclavos.
- Wikimedia Commons alberga una categoría multimedia sobre Puente Los Esclavos.